# Pilipalpus dasytoides
Pilipalpus dasytoides es una especie de coleóptero de la familia Pyrochroidae.

## Distribución geográfica
Habita en Chile.